# Жевахов, Спиридон Эристович
Князь Спиридон Эристович (Юрастович) Жевахов (1745—08.07.1830) — российский военачальник эпохи наполеоновских войн, генерал-майор Русской императорской армии.

## Биография
Спиридон Жевахов родился в 1745 году в Черниговской губернии в дворянской семье князей Джавахишвили.
Десятилетним мальчиком был записан в Преображенский лейб-гвардии полк в качестве сержанта, и лишь через одиннадцать лет был выпущен в Александрийский 5-й гусарский полк ротмистром.
Дрался с турками во второй половине русско-турецкой войны, участвовал в польских событиях 1794 года, русско-персидской войне и Швейцарском походе под началом Александра Суворова.
В 1797 году Жевахов был переведён в Павлоградский 2-й лейб-гусарский полк.

Принимал участие в войнах третьей и четвертой антинаполеоновских коалиций, за отличия в которых был 12 декабря 1807 года произведён в полковники, а 27 декабря удостоен ордена Святого Георгия 4-го класса 
В воздаяние отличного мужества и храбрости, оказанных в сражении против французских войск 24 мая, где во все время употребляем был, как на переправе через реку Алле, так и на Пасарге с отличным успехом и оказал при дознанной уже опытности его особенную храбрость и деятельность, а сверх того прикрывал отступление от Гильсберга к армии отряд генерал-майора Варника и, командуя вверенным эскадроном и стрелками двух кавалерийских полков, мужественно отражал стремившегося неприятеля и неусыпною деятельностью своею обеспечил отступление сего отряда.
3 декабря 1810 года Жевахов стал командиром полка, в котором служил; полк к началу Отечественной войны 1812 года относился к 14-й бригаде 4-й кавалерийской дивизии и находился в корпусе генерала Сергея Михайловича Каменского 3-й Резервной Обсервационной (позднее 3-й Западной) армии. После вторжения наполеоновской армии в пределы Российской империи Жевахов принимал участие во множестве сражений с неприятелем, и его отвага была отмечена золотым оружием «За храбрость».
В 1813 году в составе отряда генерала А. И. Чернышева принимал участие в заграничном походе русской армии, в ходе которого участвовал в Битве народов. 15 сентября 1813 года его отвага была отмечена погонами генерал-майора.

26 февраля 1814 года Жевахов был награждён орденом Святого Георгия 3-го кл. № 365 
В награду отличнаго мужества и храбрости, оказанных в сражениях против французских войск 23, 25 и 26 февраля при Краоне и Лаоне.
После 1814 года получил назначение в 3-ю гусарскую дивизию начальником бригады.
Князь Спиридон Эристович Жевахов умер 08.07.1830 года.

## Награды
- Орден «Pour la vertu militaire» (26 мая 1815, ландграфство Гессен-Кассель)[2]